# Чарна (Воломінський повіт)
Чарна (пол. Czarna) — село в Польщі, у гміні Воломін Воломінського повіту Мазовецького воєводства.
Населення — 1038 осіб (2011).
У 1975-1998 роках село належало до Варшавського воєводства.

## Демографія
Демографічна структура станом на 31 березня 2011 року:
|          | Загалом | Допрацездатний вік | Працездатний вік | Постпрацездатний вік |
| -------- | ------- | ------------------ | ---------------- | -------------------- |
| Чоловіки | 517     | 111                | 371              | 35                   |
| Жінки    | 521     | 128                | 319              | 74                   |
| Разом    | 1038    | 239                | 690              | 109                  |